# Лукаш Гейда
Лукаш Гейда (чеськ. Lukáš Hejda, нар. 9 березня 1990, Біловец) — чеський футболіст, захисник клубу «Вікторія» (Пльзень).

## Клубна кар'єра
Розпочав займатись футболом в «Баніку» з Острави, 2007 року перейшов в молодіжну команду празької «Спарти».
В основному складі вперше дебютував у сезоні 2009/10, де отримав шанс зіграти в декількох матчах ліги і кубку Чехії. У наступному сезоні зіграв також у матчах попереднього раунду Ліги Чемпіонів, але здебільшого виступав лише за другу команду.
У весняній частині сезону 2010/2011 був відданий в оренду в клуб «Бауміт», де відіграв 6 матчів, після чого весь сезон 2011/12 перебував в оренді у клубі «Пршибрам». Всього зіграв 19 матчів та забив два м'ячі.
До складу клубу «Вікторія» (Пльзень) приєднався влітку 2012 року. У сезоні 2012/13 зіграв 15 матчів у Гамбрінус Лізі, допомігши команді стати чемпіоном країни. А 19 квітня 2013 року, в матчі зі своїм колишнім клубом «Пршибрамом» забив свій перший м'яч за клуб. Наразі встиг відіграти за пльзенську команду 22 матчі в національному чемпіонаті.

## Виступи за збірні
2005 року дебютував у складі юнацької збірної Чехії, взяв участь у 31 грі на юнацькому рівні, відзначившись 3 забитими голами.
Протягом 2010–2011 років залучався до складу молодіжної збірної Чехії. На молодіжному рівні зіграв у 5 офіційних матчах.

## Досягнення
- Чемпіон Чехії (6):

«Спарта» (Прага): 2009-10
«Вікторія» (Пльзень): 2012-13, 2014-15, 2015-16, 2017-18, 2021-22
- Володар Суперкубка Чехії (2):

«Спарта» (Прага): 2010
«Вікторія» (Пльзень): 2015